# Ypthima corynetes
Ypthima corynetes är en fjärilsart som beskrevs av Jean Baptiste Boisduval 1847. Ypthima corynetes ingår i släktet Ypthima och familjen praktfjärilar. Inga underarter finns listade i Catalogue of Life.